# Yorkshire Wheel
A Yorkshire Wheel egy 54 méter magas óriáskerék volt Yorkban (Anglia), a Nemzeti Vasútmúzeum mellett.

## Jellemzői
A 2006. április 12-én megnyitott óriáskereket eredetileg a Tower Gardensbe akarták építeni, az Ouse folyó másik oldalára, azonban a környék lakóinak tiltakozása miatt a múzeum területét választották. A Yorkshire Wheel volt az első óriáskerék Észak-Yorkshire-ben, ihletője a néhány évvel korábban megnyílt London Eye volt. A kerék 54 méteres magasságával eltörpült a London Eye mögött, ám nem haladhatta meg a yorki katedrális magasságát, amelynek magassága a magassági határ felső korlátja.
A kerék a London Eye-tól eltérően működött. A látogatók több fordulatot tehettek meg, és a kerék megállt a fel- és leszálláshoz. Negyvenkét kapszulája között egy VIP kapszula is volt üvegpadlóval, kivetítővel, rádióval, bőr bútorokkal, melyet esküvőkre is igénybe vesznek. A kapszulák nyolc ember befogadására voltak képesek, a kerék 13 perces menetekkel forgott.
Működésének első négy hónapjában az óriáskereket kétszázezer utas próbálta ki. Első évfordulójáig nagyjából 32 500 fordulatot tett meg.

## Története
2008. augusztus 27-én a The Press című helyi lap cikkében azt írta, a kereket 2009 januárjában, a hároméves szerződés lejártával a WTA a város egy másik részébe szállíttatja, majd egy nappal később konzervatív csoportok tiltakoztak ez ellen a lap hasábjain. 2008. november 2-án végül is bezárták a kereket, és következő napon a WTA meg is kezdte a bontási munkálatokat. A keréknek 5110 utasa volt működésének nagyjából két és fél éve alatt.
2009 januárjában a megkérdezett helyi lakosok 42%-a látta volna szívesen újra az óriáskereket új helyszínen, a North Streeten. A városnak bevétele származott volna a turistaforgalomból, valamint abból is, hogy a területet bérbe adja a WTA számára. A The Press hírei szerint a városi tanács elutasította a javaslatot, de tovább folytak a tárgyalások, és újabb helyszínek is felmerültek. A WTa 2009. márciusban újabb helyszínt javasolt a St. George Field autóparkolót, ahol három hónapos próbaidőszakra újraépítenék az óriáskereket. Az újabb ötlet ellen több száz lakos illetve szervezet is tiltakozott, a rendőrség pedig kockázatosnak ítélte meg a közlekedés szempontjából. A városi tanács azt is hozzátette, hogy mivel a parkoló árvízveszélyes területen van, ez is újabb kockázatot jelent. Végül 2009 júliusában a WTA visszavonta a Yorkshire Wheel újjáépítését a St. George autóparkolóban, bár állításuk szerint keresni fognak újabb lehetőségeket a visszatérésre.

## Galéria

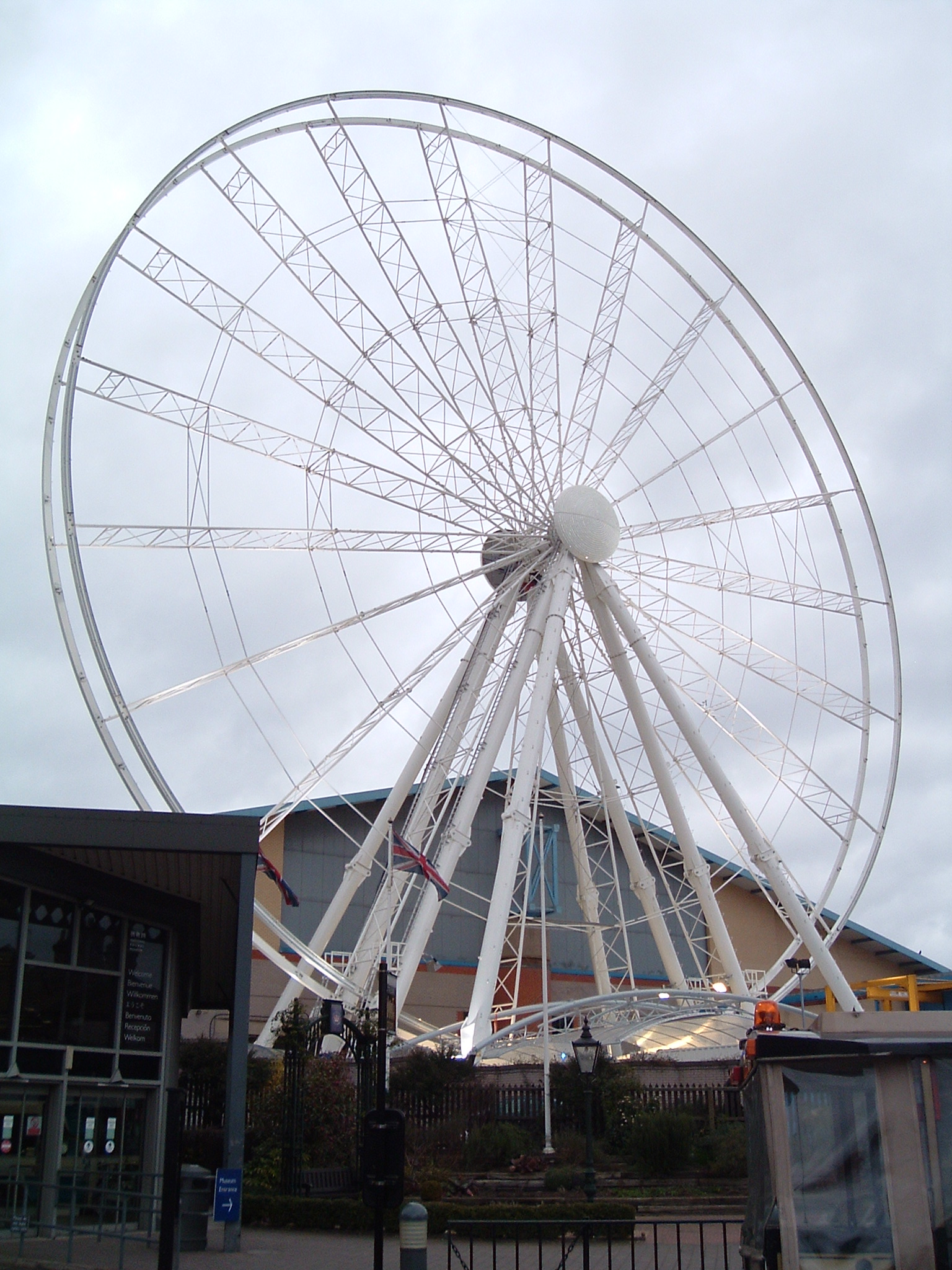
Hat nappal a nyitás előtt, még kapszulák nélkül
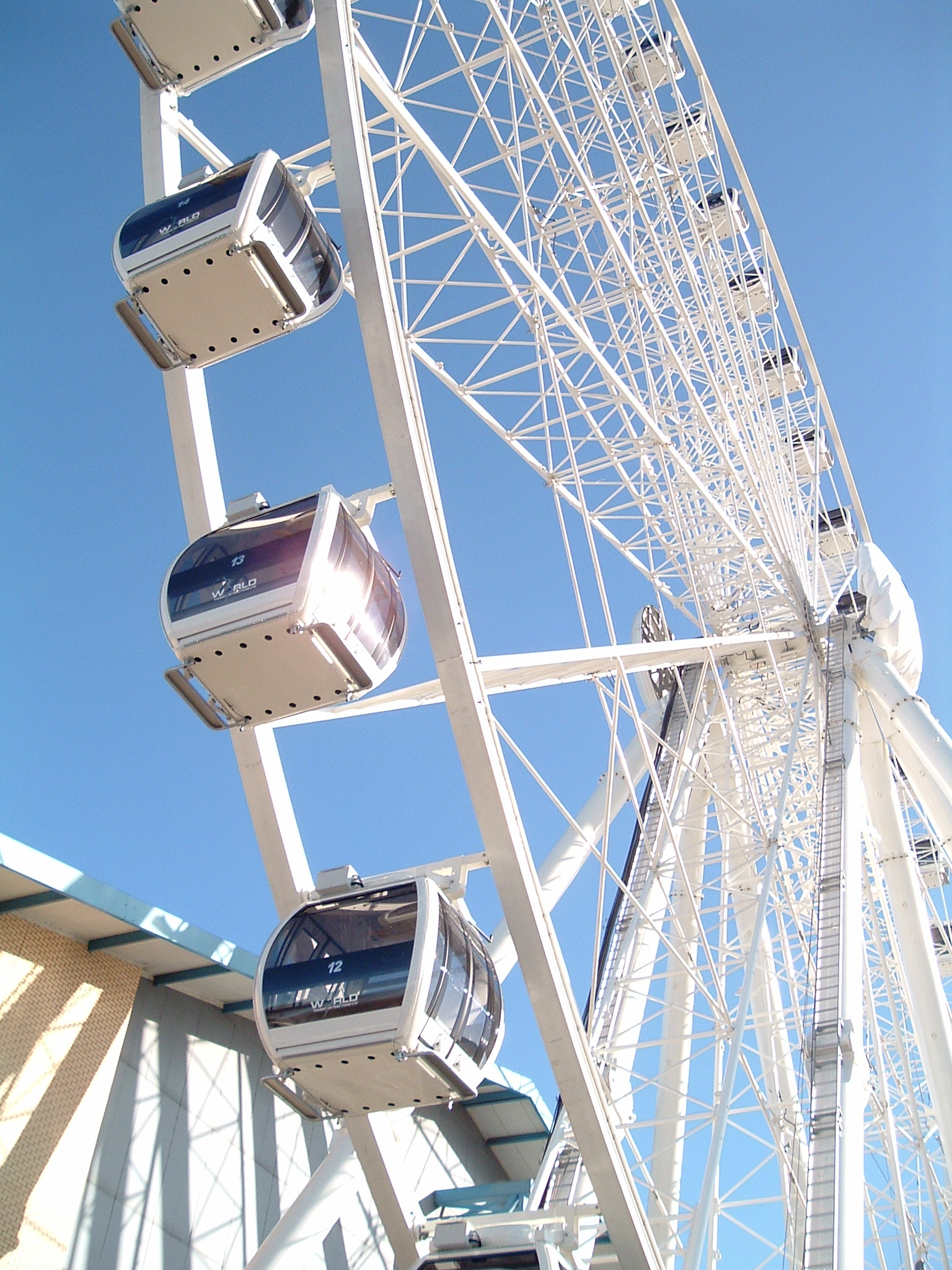
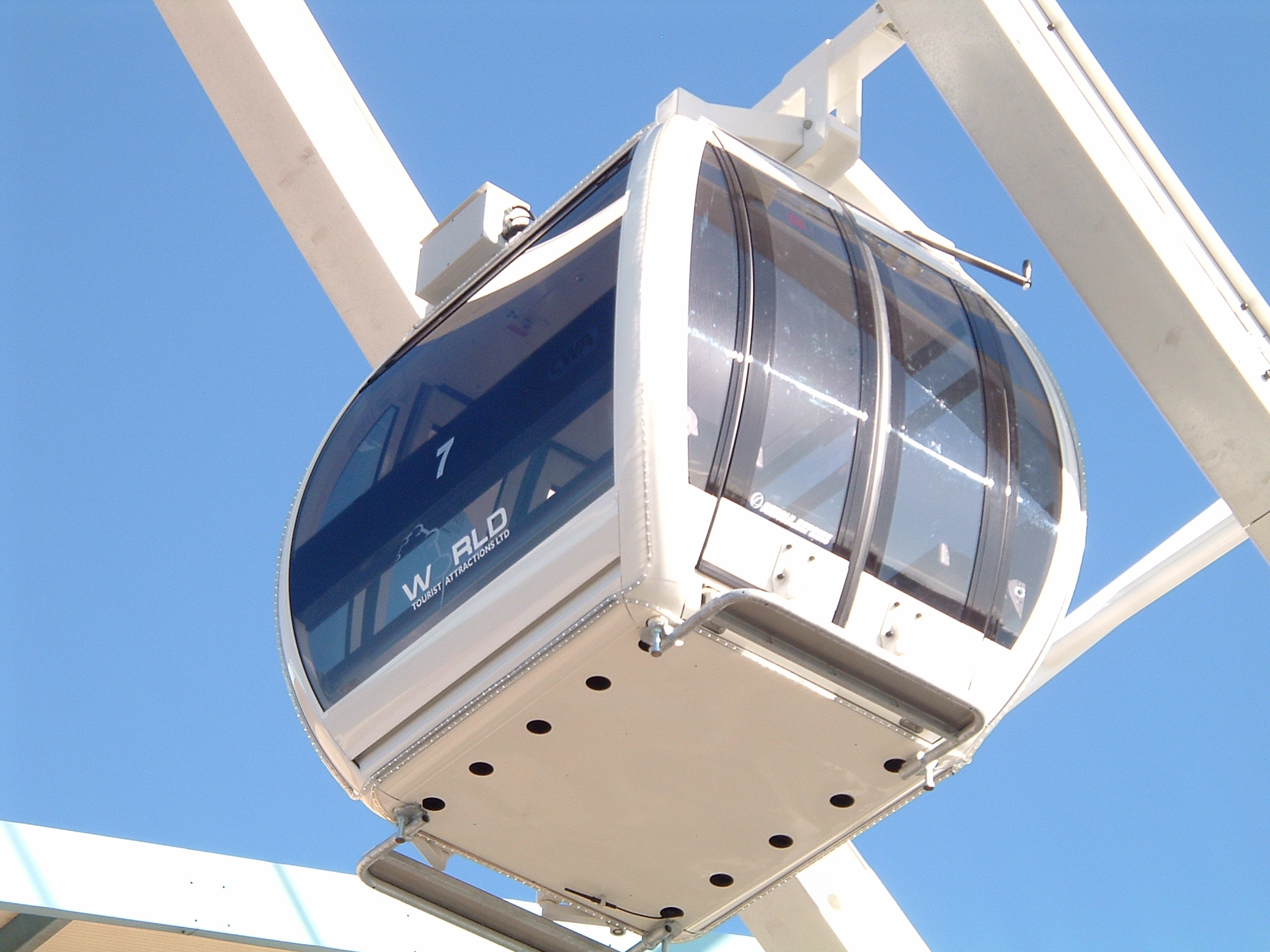
A kerék kapszulája
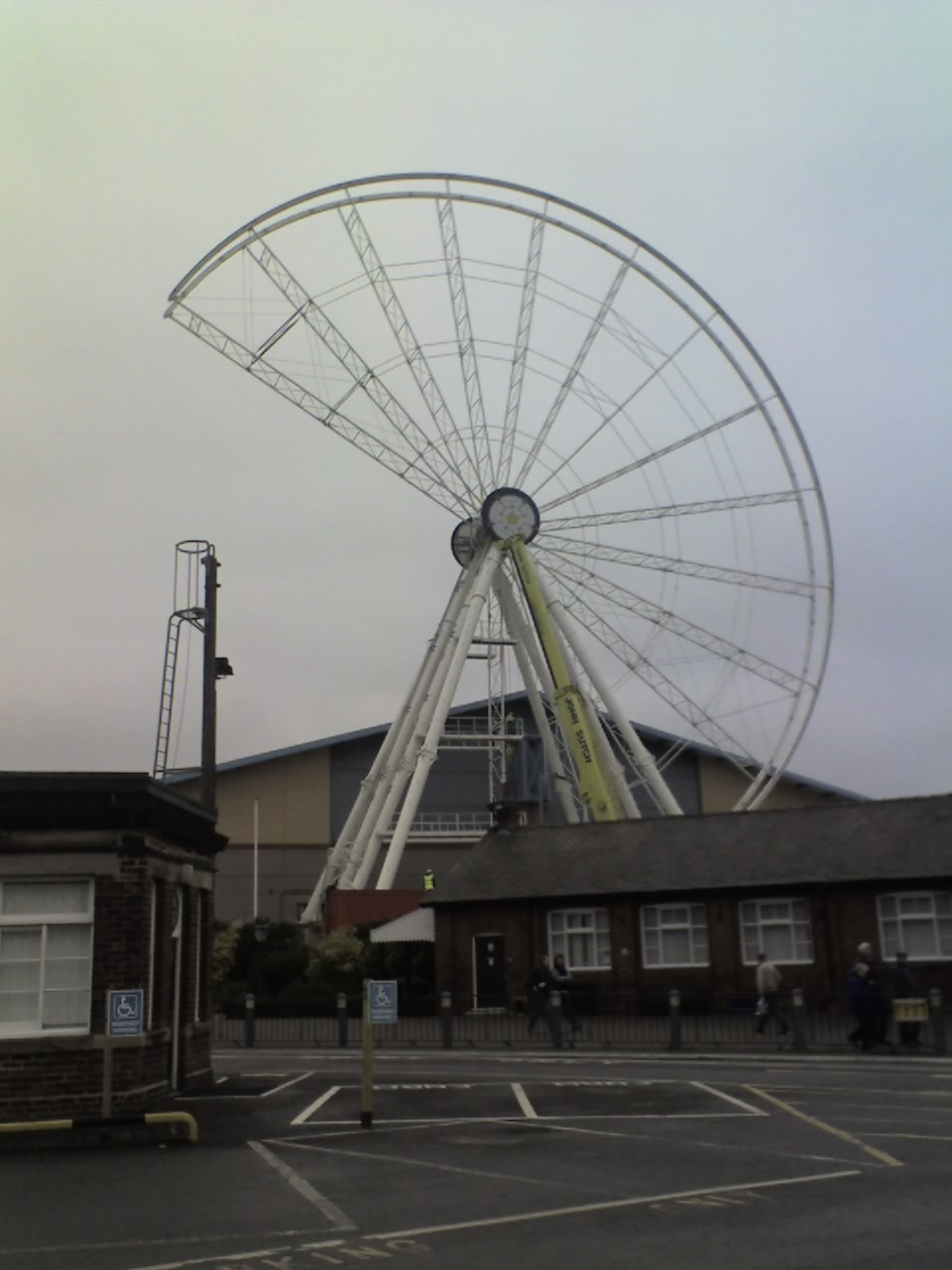
Lebontás közben (2008. november)